# Jutatip Maneephan
Jutatip Maneephan (Roi Et, 8 juli 1988) is een Thais wielrenster. Ze werd meermaals nationaal kampioen en won goud op de Aziatische en op de Zuidoost-Aziatische Spelen.

## Carrière
Maneephan kwam uit voor Thailand bij de wegwedstrijd op de Olympische Spelen van 2012 in London en van 2016 in Rio de Janeiro. Ze bereikte beide keren de finish niet. In Thailand won ze al zestien etappes in de Ronde van Thailand en daarnaast ook zeven keer het puntenklassement en vier keer het eindklassement.
Ze reed in 2020 voor de ploeg Alé BTC Ljubljana en in 2017 voor het eveneens Italiaanse S.C. Michela Fanini Rox.

## Overwinningen
2009
 Zuidoost-Aziatische Spelen, wegrit
2012
1e etappe Ronde van Thailand
2014
1e etappe Ronde van Thailand
Puntenklassement Ronde van Thailand
 Aziatische Spelen, wegrit
2015
 Zuidoost-Aziatische Spelen, criterium
 Thais kampioene op de weg
 Thais kampioene tijdrijden
2016
1e en 2e etappe Ronde van Udon
Eind- en puntenklassement Ronde van Udon
Udon Thani's 123rd Anniversary International Cycling
Puntenklassement Ronde van Thailand
2018
1e etappe b en 3e etappe Ronde van Thailand
Puntenklassement Ronde van Thailand
2019
1e en 3e etappe Ronde van Thailand
Eind- en puntenklassement Ronde van Thailand
1e etappe The 60th Anniversary "Thai Cycling Association"
Puntenklassement The 60th Anniversary "Thai Cycling Association"
The 60th Anniversary 'Thai Cycling Association'-The Golden Era Celebration
2020
 Thais kampioene op de weg
1e en 2e etappe Ronde van Thailand
Eindklassement Ronde van Thailand
2021
3e etappe Ronde van Thailand
2022
1e en 3e etappe Ronde van Thailand
Puntenklassement Ronde van Thailand
 Thais kampioene op de weg
2023
1e etappe Ronde van Thailand
 Zuidoost-Aziatische Spelen, wegwedstrijd
 Aziatisch kampioenschap wielrennen, wegwedstrijd
 Aziatische Spelen, wegwedstrijd
2024
3e etappe Ronde van Thailand
Eind- en puntenklassement Ronde van Thailand
2025
 Aziatisch kampioene op de weg, elite
1e etappe Ronde van Vietnam
1e, 2e en 3e etappe Ronde van Thailand
Eind- en puntenklassement Ronde van Thailand
Bastianelli · Boogaard · Bravec · Bujak · Chursina · García · Guderzo · Maneephan · Pintar · Trevisi · Yonamine · Žigart